# Prundul Mare
Prundul Mare este o arie protejată de interes național ce corespunde categoriei a IV-a IUCN (rezervație naturală de tip mixt), situată în Banat, pe teritoriul județului Arad.

## Localizare
Aria naturală se află în extremitatea sud-vestică a județului Arad (aproape de limita de graniță cu județul Timiș), pe teritoriul administrativ al comunei Secusigiu, aproape de drumul județean DJ682, care leagă satul Sânpetru German de Felnac.

## Descriere
Rezervația naturală (aflată în imediata apropiere a Mănăstirii Bezdin) a fost declarată arie protejată prin Hotărârea de Guvern Nr.2151 din 30 noiembrie 2004, publicată în Monitorul Oficial al României, Nr.38 din 12 ianuarie 2005 (privind instituirea regimului de arie protejată pentru noi zone) și întinde pe  o suprafață de 91,20 hectare. Aceasta este inclusă în Parcul Natural Lunca Mureșului și reprezintă o arie cu prunduri (nisipuri depuse de-a lungul timpului de apele râului Mureș), lunci de câmpie, pâlcuri de pădure, pajiști și zone umede cu stuf (Phragmaties australis), păpuriș (Typha).

## Biodiversitate
Rezervația naturală fost înființată în scopul protejării biodiversității și menținerii într-o stare de conservare favorabilă a florei și faunei sălbatice aflate în lunca Mureșului.

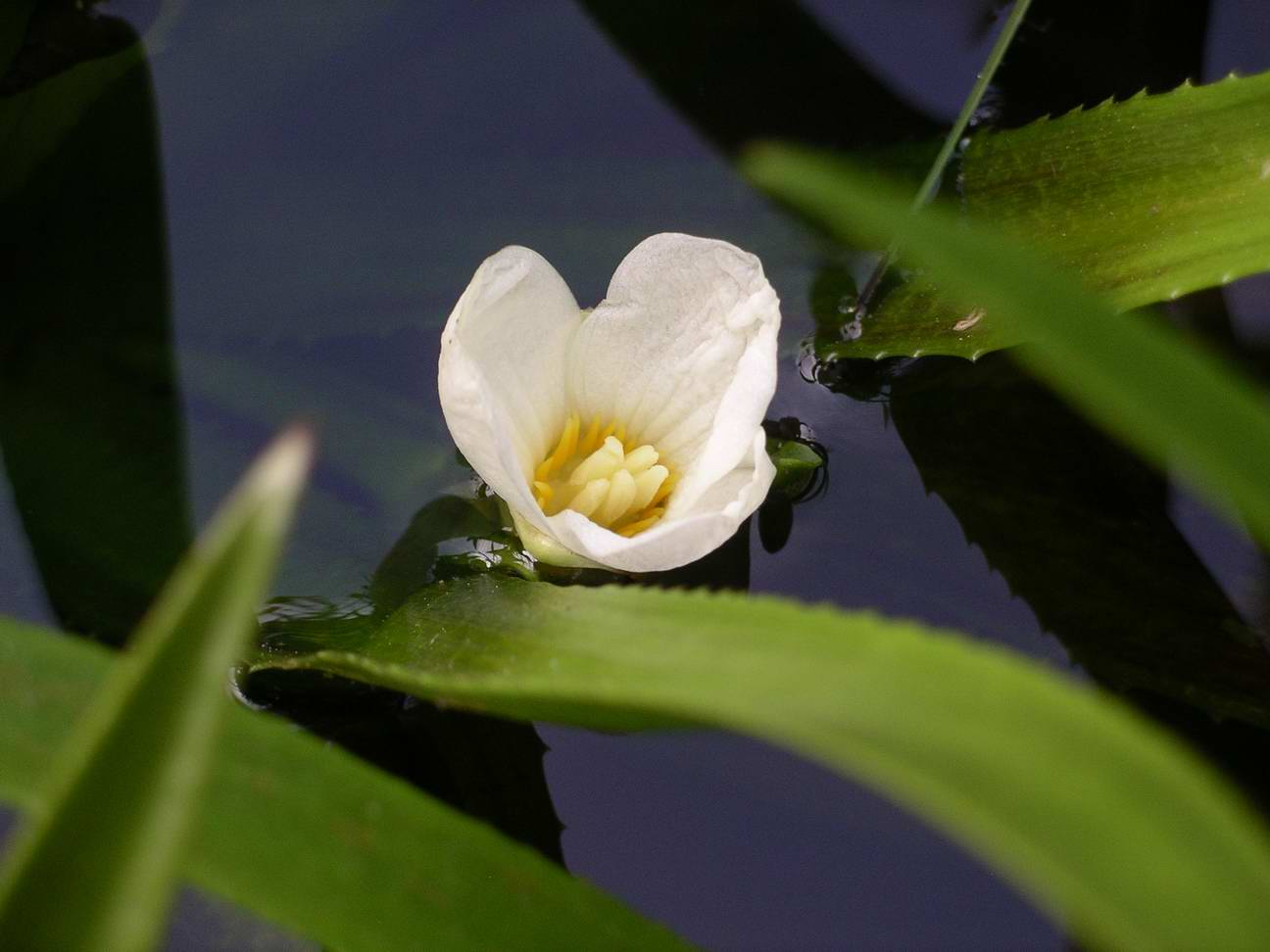
Forfecuța bălții (Stratiotes aloides)

Flora este constituită din specii arboricole de stejar (Quercus robur), frasin (Fraxinus excelsior) în asociere cu răchită albă (Salix alba), plop negru (Populus nigra) sau plop alb (Populus alba).
La nivelul ierburilor vegetează mai multe rarități floristice protejate; printre care: neghină (Agrostemma githago), forfecuța bălții (Stratiotes aloides), inăriță (Najas minor), peștișoară (Salvinia natans), stupiniță (Platanthera bifolia), cornaci (Trapa natans) sau ștevie de baltă (Rumex aquaticus).
Fauna este reprezentată de o gamă diversă de specii; dintre care unele protejate la nivel european sau aflate pe lista roșie a IUCN. 
Specii faunistice semnalate în arealul rezervației: cerb (Cervus elaphus L.), căprioară (Capreolus capreolus), vulpe roșie (Vulpes vulpes), mistreț (Sus scrofa), iepure de vizuină (Oryctolagus cuniculus); păsări: stârcul cenușiu (Ardea cinerea), barza neagră (Ciconia nigra), ciocârlie (Alauda arvensis), prigorie (Merops orientalis), egretă (Egretta garzetta), vultur codalb (Heliaeetus albicilla), sturz cântător (Turdus philomelos); precum și specii de reptile, batracieni și insecte.